# 国立病院機構旭川医療センター
国立病院機構旭川医療センター（こくりつびょういんきこうあさひかわいりょうセンター）は、北海道旭川市にある病院。道北病院（どうほくびょういん）の愛称で親しまれてきた。

## 沿革
旭川医療センターは、1901年（明治34年）に旧陸軍の「第7師団衛戍病院」として発足し、後に結核療養所に転換した「国立療養所旭川病院」と、1938年（昭和13年）に「市立旭川療養所」として創設し、後に「国立札幌療養所旭川分院」から独立した「国立旭川療養所」が、1972年（昭和47年）に統合して発足した。
- 1972年（昭和47年）：「国立療養所道北病院」発足[2]。
- 1976年（昭和51年）：附属看護学校開校（2008年閉校）[2][3]。血液透析棟新築[2]。
- 1987年（昭和62年）：神経筋病棟新築[2]。
- 1989年（平成元年）：リニアック治療棟（放射線治療）新築[2]。
- 1999年（平成11年）：臨床研究部新設[2]。
- 2004年（平成16年）：「独立行政法人国立病院機構道北病院」に移行[2]。
- 2010年（平成22年）：「独立行政法人国立病院機構旭川医療センター」と改称[2]。

## 機関指定
- 救急告示病院（救急指定病院）
- エイズ治療拠点病院
- DPC（診断群分類包括評価）対象病院
- 北海道がん診療連携指定病院[4]

## 診療科等
診療科
- 総合内科
- 呼吸器内科
- 脳神経内科
- 消化器内科
- 循環器内科
- 小児科
- 外科・呼吸器外科
- 麻酔科
- 放射線科
- 病理診断科

部門
- 臨床研究部
- 看護部
- 薬剤部
- 放射線科
- 臨床検査科
- リハビリテーション科
- 栄養管理室
- 治験管理室
- 透析室
- 地域医療連携室

## 施設認定
| 日本内科学会教育関連施設                   | 日本呼吸器学会認定施設               |
| 日本呼吸器内視鏡学会認定施設               | 日本神経学会認定施設                 |
| 日本外科学会専門医制度関連施設             | 日本呼吸器外科学会指導医制度関連施設 |
| 日本消化器病学会関連施設                   | 日本病理学会登録施設                 |
| 日本臨床細胞学会認定施設                   | 日本プライマリ・ケア学会認定施設     |
| 日本臨床腫瘍学会認定施設                   | 日本アレルギー学会準教育施設         |
| 日本循環器学会指定循環器専門医研修関連施設 | 日本リウマチ学会教育施設             |
| 放射線科専門医修練機関                     | 日本肝臓学会認定施設                 |

## アクセス・駐車場
国道40号沿いに位置している。
- 旭川電気軌道・道北バス「花咲町7丁目」バス停下車
- 北海道旅客鉄道（JR北海道）旭川駅から車で約15分
- 道央自動車道旭川鷹栖IC・旭川北ICから車で約15分
- 駐車場あり

## 参考資料
- “平成26年度 旭川医療センター年報” (PDF).   独立行政法人国立病院機構 旭川医療センター (2015年). 2017年1月17日閲覧。